# ミファンダ
ミファンダは、MIFAのマスコットキャラクター。MIFA所属タレントとしてウカスカジーの全国ツアーのステージや、MIFA Football Parkのイベントなどに出演経験がある。
サッカーと音楽が好きなパンダであり、好きな食べ物は笹。誕生日は12月12日。

## 略歴
- 2016年7月16日 - 「ウカスカジー はじめてのツアー HAPPY HOUR 追加公演〜NEW ALBUM Release Party “おめでたい私たち”〜」にてツアー最終の豊洲PIT公演で、ふなっしーと初共演。ミファンダにとって業界の先輩にあたる為、「ふなっしー先輩」と呼んでいる。
- 2018年6月9日 - 妻・ミソラと結婚。
- 2020年6月7日 - YouTuberデビュー。
- 2020年6月9日 - 第一子レッシ（男児）誕生[1]。

## 出演作品

### アルバム
- Tシャツと私たち（2016年） - ボーナストラック「ミファンダえかきうた」のボーカルを担当

### 映像作品
- Live & Travel DVD & Blu-ray「ウカスカジーの大冒険 〜TOUR "WE ARE NOT AFRAID!!"〜」（2020年6月24日発売）

### テレビアニメ
- 歌うサッカーパンダ ミファンダ（2021年4月より放送中） - 主演・ミファンダ 役

### 書籍
- 日々笑進（2016年、いろは出版）
- 一笑懸命（2020年、MIFA）
- 電撃ツイッターマガジン＝「電ツマ」(でんつま)の公式アカウント（@dentsuma）にて「ミファンダ〜毎日がオフサイド〜」4コマ漫画連載中（2021年12月23日連載開始）

## ライブ・イベント
| ウカスカジー はじめてのツアー HAPPY HOUR                                                         | 2016年 06/17 Zepp Tokyo 06/22 Zepp Namba 06/26 チームスマイル・仙台PIT 06/28 Zepp Nagoya 07/01 Zepp Sapporo |
| ウカスカジー はじめてのツアー HAPPY HOUR 追加公演 〜NEW ALBUM Release Party ”おめでたい私たち”〜 | 2016年 07/16 豊洲PIT |
| ウカスカジー ツアー2017 ポジティ部 VS グッジョ部                                                 | 2017年 09/15 BLUE LIVE 広島 09/18 豊洲PIT 09/20 DRUM LOGOS 09/22 Zepp Nagoya 09/25 Zepp Sapporo 09/27 Zepp Namba 09/29 SENDAI GIGS |
| MIFA Football Park 仙台 オープニングセレモニー                                                   | 2018年 04/22 MIFA Football Park 仙台 |
| ウカスカジー TOUR 2018 日本のアンセム                                                            | 2018年 06/11 神戸国際会館こくさいホール 06/13 福岡サンパレスホテル&ホール 06/15 広島文化学園HBGホール 06/20 名古屋国際会議場 センチュリーホール 06/22 仙台サンプラザホール 06/24 ニトリ文化ホール 06/26 オリックス劇場 06/28 中野サンプラザ 初となるホール・ツアー。 |
| MIFA Football Park 4th anniversary party 〜MIFA 夏祭り〜                                         | 2018年 08/04 豊洲PIT |
| ウカスカジー TOUR 2019 WE ARE NOT AFRAID!!                                                       | 2019年 08/19 福岡サンパレスホテル&ホール 08/23 仙台サンプラザホール 08/26 フェスティバルホール 08/27 名古屋国際会議場 センチュリーホール 08/29 上野学園ホール 09/29 豊洲PIT |
| MIFA Football Park 7th anniversary party                                                         | 2021年 08/14 豊洲PIT |
| ウカスカジー TOUR 2021-22 アディショナルタイム                                                   | 2021年 12/03 金沢歌劇座 12/09 札幌文化芸術劇場hitaru 12/16 静岡市民文化会館 大ホール 12/21 名古屋国際会議場 センチュリーホール 12/23 仙台サンプラザホール 2022年 01/12 東京国際フォーラム ホールA 01/14 福岡サンパレスホテル&ホール 01/21 オリックス劇場 01/22 オリックス劇場 01/28 倉敷市民会館(延期） 01/30 広島文化学園HBGホール（延期） 08/23 広島文化学園HBGホール 08/25 倉敷市民会館 |
| MIFA Football Park 8th anniversary party 〜MIFA秋祭り〜                                          | 1会場1公演[隠す] 2022年 09/18 豊洲PIT |

## テレビアニメ
『歌うサッカーパンダ ミファンダ』のタイトルで、BS-TBSで毎週金曜 3:00 - 3:30（木曜深夜）放送の『エンタメ情報市場!』番組内の7分枠で2021年4月2日（1日深夜）より放送中。1話3分間のショートアニメ。全12話。
当初は2020年7月より放送予定だった。

### キャスト
- 3番 - 小野賢章
- 18番 - 市川太一